# Rhabdosargus sarba
Rhabdosargus sarba е вид бодлоперка от семейство Sparidae. Видът не е застрашен от изчезване.

## Разпространение и местообитание
Разпространен е в Австралия, Бангладеш, Бахрейн, Бруней, Виетнам, Джибути, Египет, Еритрея, Йемен, Индия, Индонезия, Йордания, Ирак, Иран, Камбоджа, Катар, Кения, Китай, Кувейт, Мавриций, Мадагаскар, Макао, Малайзия, Малдиви, Мианмар, Мозамбик, Обединени арабски емирства, Оман, Пакистан, Папуа Нова Гвинея, Провинции в КНР, Реюнион, Саудитска Арабия, Сейшели, Сингапур, Соломонови острови, Сомалия, Судан, Тайван, Тайланд, Танзания, Филипини, Хонконг, Шри Ланка, Южна Африка, Южна Корея и Япония.
Обитава полусолени водоеми, морета и рифове в райони с тропически климат. Среща се на дълбочина от 0,2 до 15 m, при температура на водата от 21,1 до 26,9 °C и соленост 34,5 – 35,4 ‰.

## Описание
На дължина достигат до 80 cm, а теглото им е максимум 12 kg.